# La Guineueta
La Guineueta este un cartier din districtul 8, Nou Barris, al orasului Barcelona.